# Medaile Vítězství a svobody 1945
Medaile Vítězství a svobody 1945 (polsky Medal Zwycięstwa i Wolności 1945) bylo polské vojenské vyznamenání založené roku 1945. 

## Historie
Medaile byla založena dekretem Rady ministrů ze dne 26. října 1945. Založena byla na památku vítězství polského národa a jeho spojenců nad nacistickými útočníky. Udílena byla osobám, které svým jednáním či utrpením ve vlasti i v zahraničí do rozhodného data 9. května 1945 přispěly k tomuto vítězství a triumfu. Od roku 1958 byla medaile udílena Státní národní radou.
V původním zákonu z roku 1945 zněl název vyznamenání v polštině Medal Zwycięstwa i Wolności 1945 r. V zákoně ze dne 17. února 1960 byla tato medaile zařazena do polského systému vyznamenání pod názvem Medal Zwycięstwa i Wolności 1945. V hierarchii polských vyznamenání se nachází za Medailí Za Odru, Nisu a Baltské moře.
Nový zákon o státních vyznamenáních platný od 23. prosince 1992 již tuto medaili nezahrnoval a zároveň tento zákon rušil platnost předchozího zákona z roku 1960. Z toho důvodu se tato medaile nadále již neudílí podobně jako většina dalších polských válečných vyznamenání.
Podle Státního úřadu pro vyznamenání Kanceláře Státní rady a Úřadu pro vyznamenání Kanceláře prezidenta Polské republiky bylo do roku 1987 uděleno 739 633 medailí. Poté bylo uděleno dalších 7 734 medailí. Celkem tak medaile byla udělena v 747 367 případech.

## Pravidla udílení
Podle jejího statutu byla medaile udílena vojákům polské lidové armády, vojákům účastnícím se obrany vlasti během německé invaze do Polska v roce 1939, vojákům polských ozbrojených sil na západě po návratu do Polska, Polákům bojujícím s Němci v řadách spojeneckých armád, partyzánům účastnícím se bitev doma i v zahraničí a účastníkům sovětského, jugoslávského či francouzského odboje. Udělena mohla být i lidem, kteří sloužili do 9. května 1945 po dobu minimálně tří měsíců u jednotek podporujících bojové jednotky a přispěli tak ke společnému vítězství.

## Popis medaile
První verze medaile pravidelného kulatého tvaru o průměru 33 mm byla vyrobena z bronzu. Na přední straně byla státní orlice obklopená dubovými listy a nápisem KRN v horní části. Tato verze však nebyla nikdy zavedena do praxe. Konečná verze schválená předpisem z roku 1946 je kulatá medaile o průměru 33 mm. Na přední straně je orlice. Při vnějším okraji je nápis v půlkruhu KRAJOWA RADA NARODOWA. Ve spodní části medaile jsou dva dubové listy. Na zadní straně je nápis na čtyřech řádcích RP • ZWYCIĘSTWO • I WOLNOŚĆ • 9.V.1945.
Původní stuha měla být napůl červená a napůl bílá. Od roku 1946 sestává stuha široká 35 mm ze třech červených a dvou bílých pruhů širokých 7 mm, které jsou uspořádány střídavě. Od roku 1960 je šířka stuhy 33 mm.